# Israel Maimon
Pour les articles homonymes, voir Maimon.
Israel Maimon (né le 5 janvier 1966) est un avocat israélien et collaborateur d'Ariel Sharon.

## Biographie
Israel Maimon est diplômé de la Blich High School de Ramat Gan. De 1984 à 1993, il évolue dans l'armée jusqu'au grade d'officier dans les opérations de l'infanterie.
À partir de 1993, il exerce la profession d'avocat dans la société "Haberman, Dovev, Stern and Partners" et en devient un associé en janvier 1999 jusqu'à son affectation au cabinet gouvernemental. Il a une grande expérience du conseil et des actions en justice. Il a également écrit de nombreux articles et des livres dans le domaine du Droit. Il est marié et père de deux enfants.
Le 19 juin 2002, il devient conseiller juridique d'Ariel Sharon puis le porte-parole du gouvernement le 4 mars 2003. Il est chef de cabinet d'Ariel Sharon de 2003 à 2006.